# Maklerska
Maklerska – działająca na rynku polskim księgarnia internetowa i wydawnictwo giełdowe.

## Historia
Księgarnia internetowa Maklerska działa od 1 maja 2007 roku. W 2013 roku firma rozszerzyła swoją działalność biznesową na rynek wydawniczy.

## Księgarnia
W ofercie maklerskiej znajdują się ponad 1500 tytułów z zakresu inwestowania na giełdzie, w nieruchomości i obligacje, a także książki z zakresu rozwoju osobistego. Księgarnia dysponuje zarówno tytułami polskimi, jak i literaturą anglojęzyczną. Od 2018 roku asortyment jest stopniowo powiększany o wydania elektroniczne.

## Wydawnictwo
W 2013 roku Maklerska rozpoczęła działalność wydawniczą, w ramach której wydane zostały następujące tytuły:
- Zawód inwestor giełdowy. Nowe ujęcie, dr Alexander Elder,
- Świece japońskie i analiza wykresów cenowych, Steve Nison,
- Artyści rynków, Michael McCarthy,
- Analiza techniczna rynków finansowych, John J. Murphy,
- Inside bar. Jak zostać mistrzem jednej techniki, Maciej Goliński,
- Day trading, Joe Ross,
- Sekrety tradingu krótkoterminowego, Larry Williams,
- Psychologia skutecznego tradingu, Steve Ward,
- Geometria Fibonacciego, Paweł Danielewicz,
- Analiza price action: trendy, Al Brooks.

## Nagrody i wyróżnienia
Maklerska jest czterokrotnym laureatem plebiscytu na publikację roku ogłaszanego przez fundację FxCuffs, która organizuje największy w Europie Środkowo-Wschodniej kongres dla inwestorów. W ostatnich latach uznanie zdobyły następujące tytuły:
- publikacja roku 2019: Zawód inwestor giełdowy. Nowe ujęcie, dr Alexander Elder[1],
- publikacja roku 2018: Day trading, Joe Ross[2],
- publikacja roku 2017: Inside bar. Jak zostać mistrzem jednej techniki, Maciej Goliński[3],
- publikacja roku 2016: Psychologia skutecznego tradingu, Steve Ward[4],
- publikacja roku 2015: Geometria Fibonacciego, Paweł Danielewicz[5].